# Ada Cruz
Ada del Carmen Cruz Chavarría (25 de noviembre de 1963) es una exfutbolista y entrenadora chilena, conocida como la «primera gran estrella» de la selección femenina de fútbol de Chile, principalmente por su participación en el Campeonato Sudamericano Femenino de 1991, donde fue elegida como la mejor jugadora del torneo.

## Carrera deportiva
Cruz se inició en el fútbol en Conchalí, y participó en la filial femenina de Everton en Santiago. En 1990 fue convocada por el técnico Bernardo Bello para integrar la primera selección femenina de Chile.
En mayo de 1991 la selección disputó su primer torneo internacional, el Campeonato Sudamericano, realizado en la ciudad de Maringá, Brasil. En el primer partido del torneo, realizado el 28 de abril, Cruz marcó el único gol de Chile frente a las locales, marcando el primer gol en la historia de la selección femenina de fútbol. Asimismo, Ada Cruz fue premiada como la mejor jugadora del campeonato.
Cruz también disputó junto a la selección la Jayalalitha Cup 1994 y el Campeonato Sudamericano Femenino de 1995, integrando el equipo hasta 2004. Tras su retiro del fútbol profesional, se dedicó a trabajar como entrenadora.

## Política
Fue candidata a consejera regional en las elecciones de 2013, como parte del Partido Regionalista Independiente, pero no resultó electa. Para las elecciones municipales de 2021 se inscribió como candidata a concejal en la comuna de Conchalí, por el partido Renovación Nacional.